# 萨帕塔普里
萨帕塔普里（Sapta Puri；梵语: सप्त-पुरी ，意为七城）是印度的七个朝圣中心、印度教的七个圣城:
- 阿约提亚 (Ayodhya)，北方邦
- 马图拉（Madhura），位于北方邦
- 赫尔德瓦尔（Haridwar，旧名Maya），位于北阿坎德邦
- 瓦拉納西（Varanasi，旧名Kashi），位于北方邦
- 甘吉布勒姆（Kanchipuram，旧名Kanchi），位于泰米尔纳德邦
- 乌贾因（Ujjain，旧名Avantika），位于中央邦
- 德瓦尔卡（Dwarka），位于古吉拉特邦

## 阿约提亚

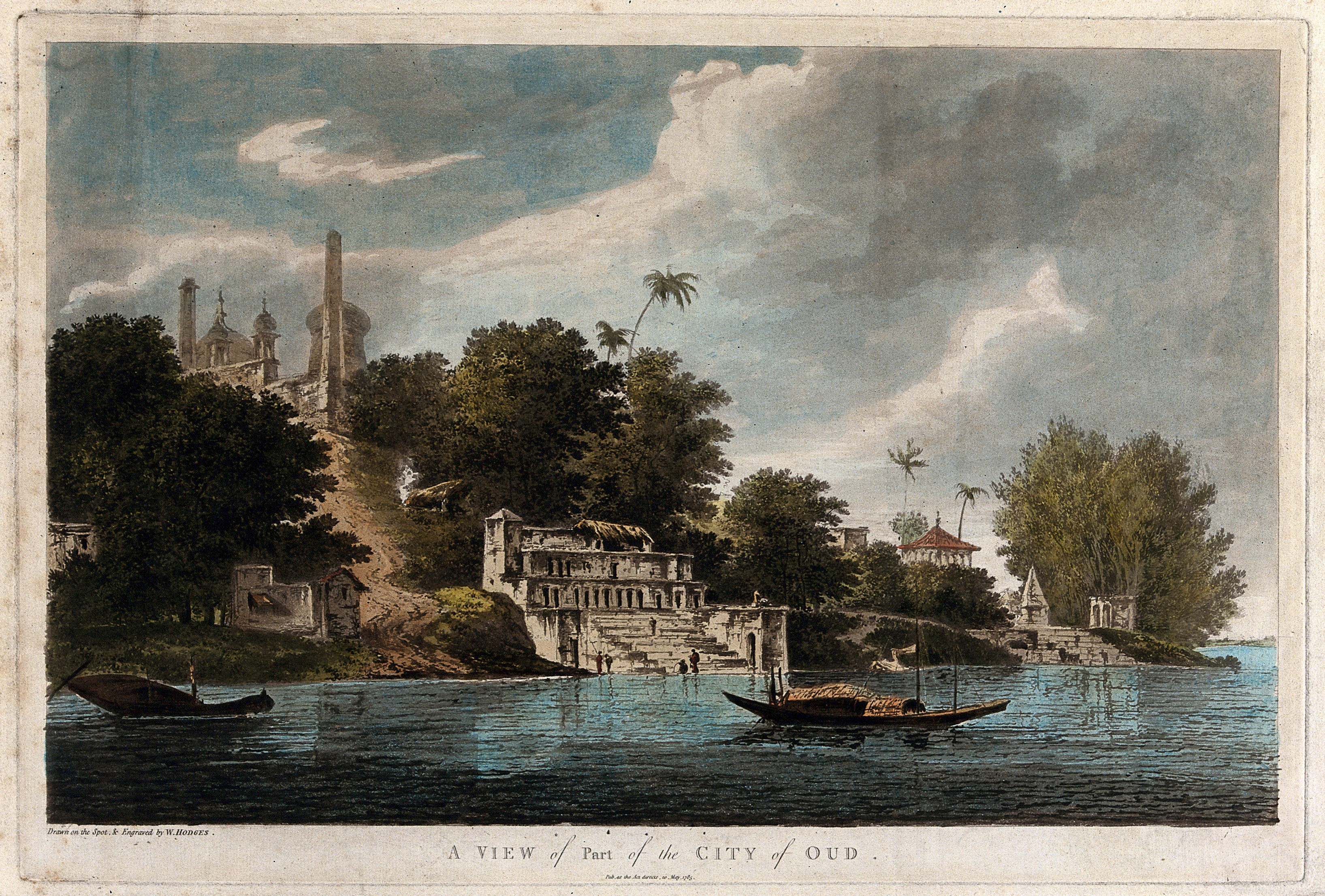

## 马图拉

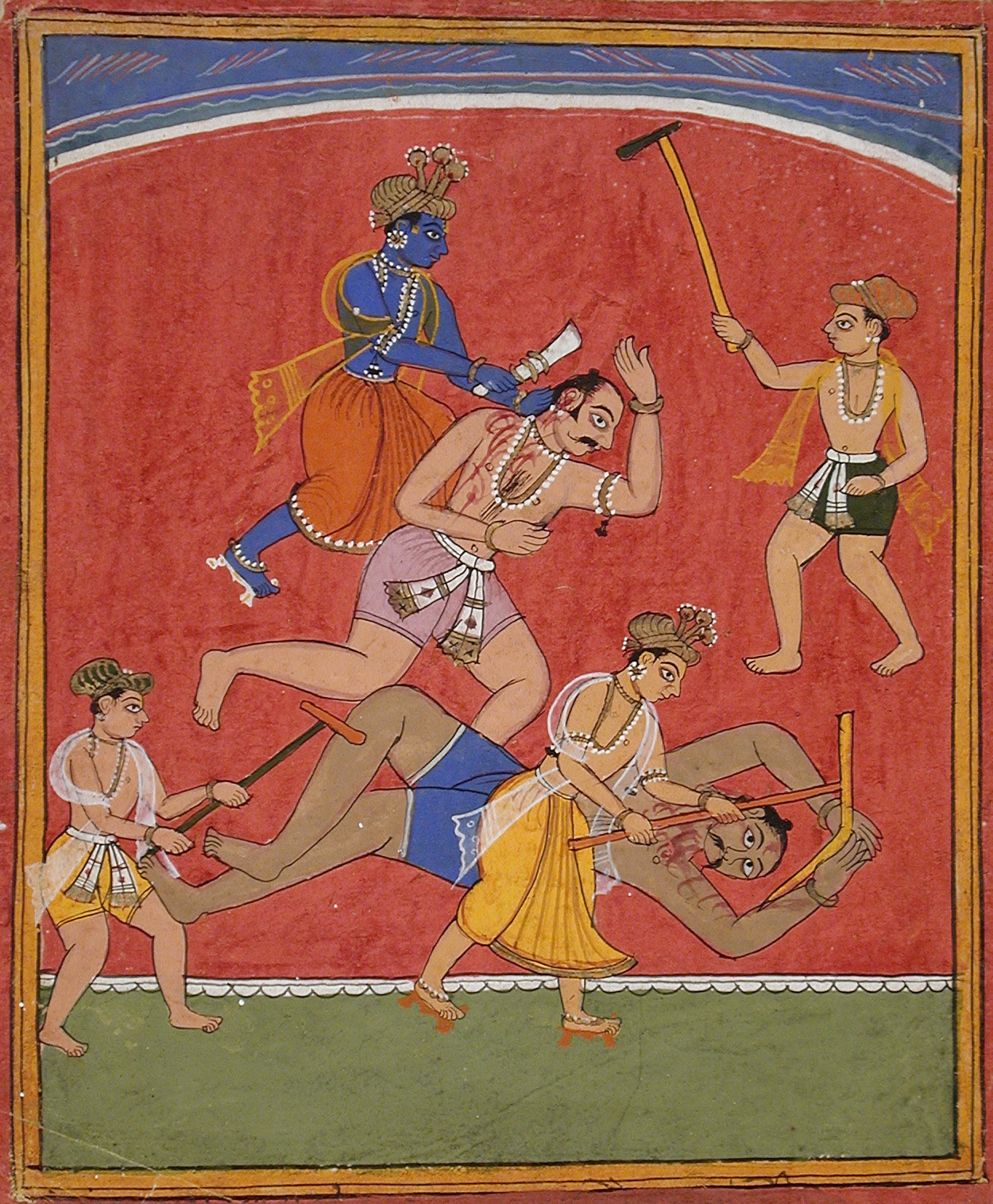

马图拉位于阿格拉以北50公里、德里以南150公里。

## 赫尔德瓦尔

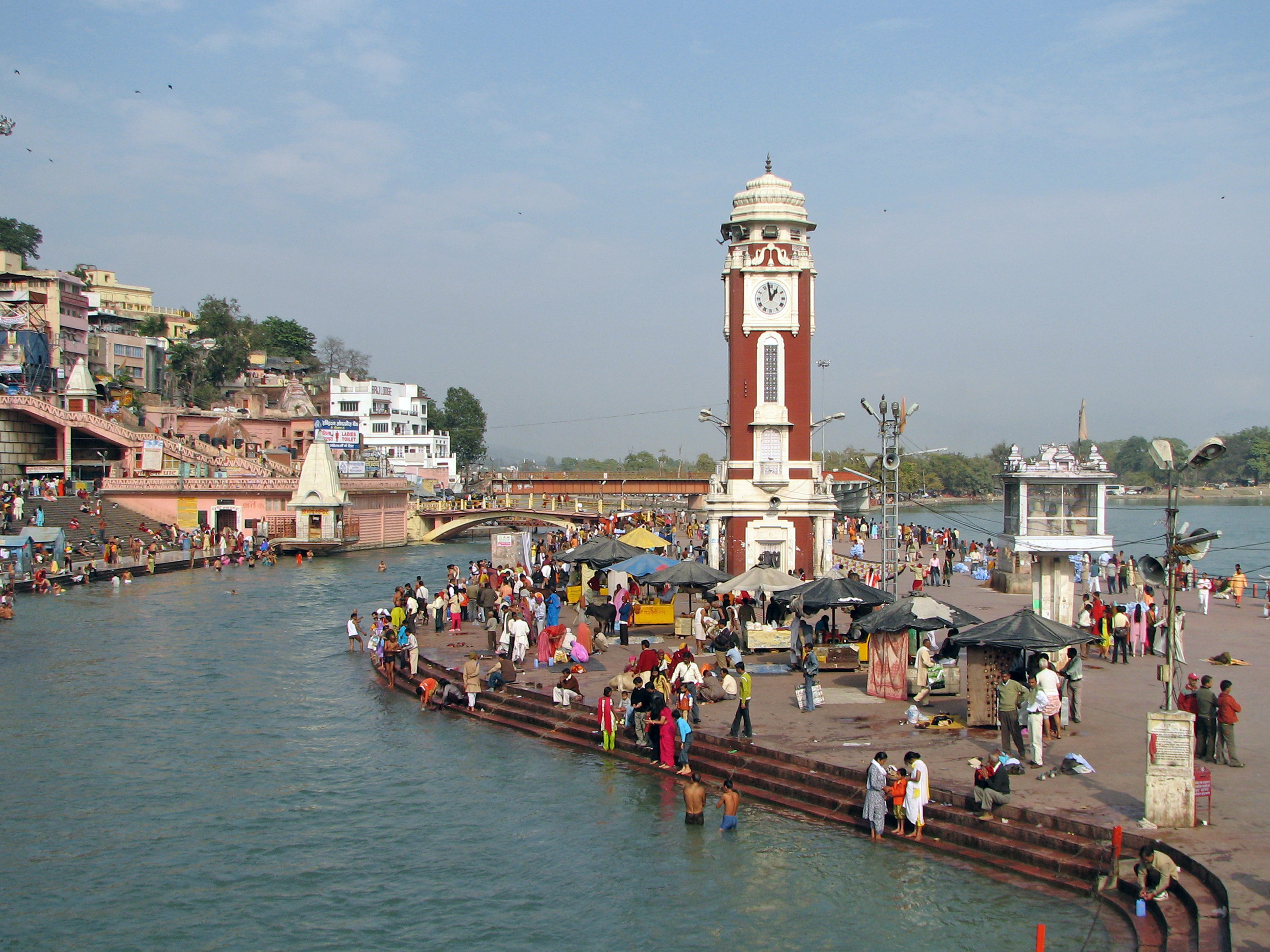

赫尔德瓦尔距离首都德里214公里，北阿坎德邦首府台拉登52公里。

## 瓦拉纳西

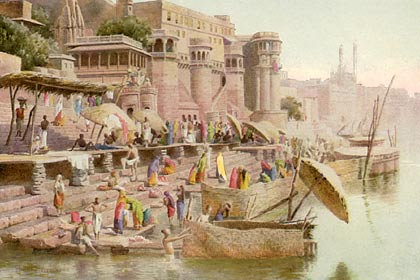

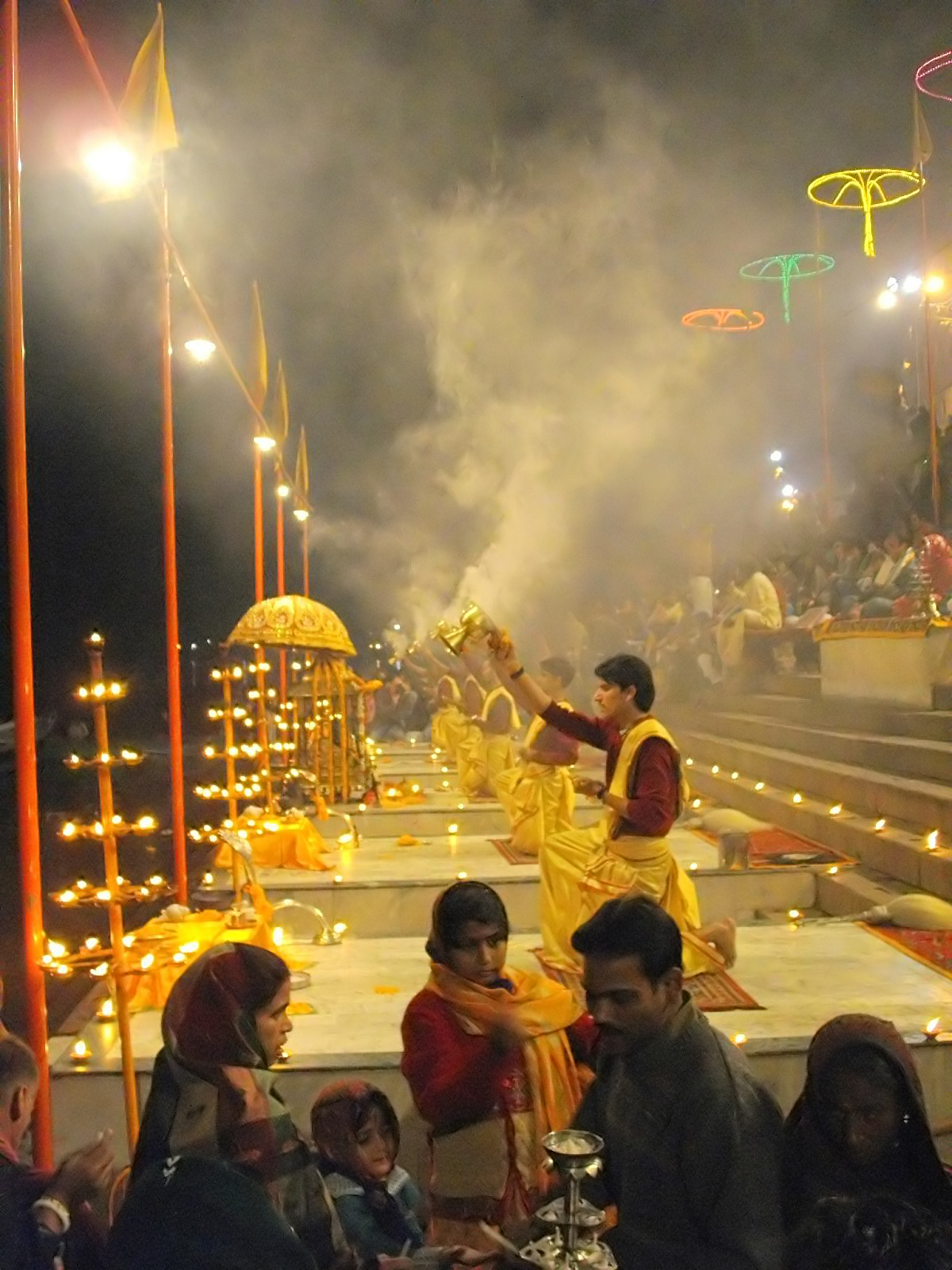

瓦拉纳西距离首都德里780公里，北方邦首府勒克瑙300公里。

## 甘吉布勒姆
甘吉布勒姆距离泰米尔纳德邦首府金奈75公里,卡纳塔克邦首府班加罗尔277公里
。

## 乌贾因

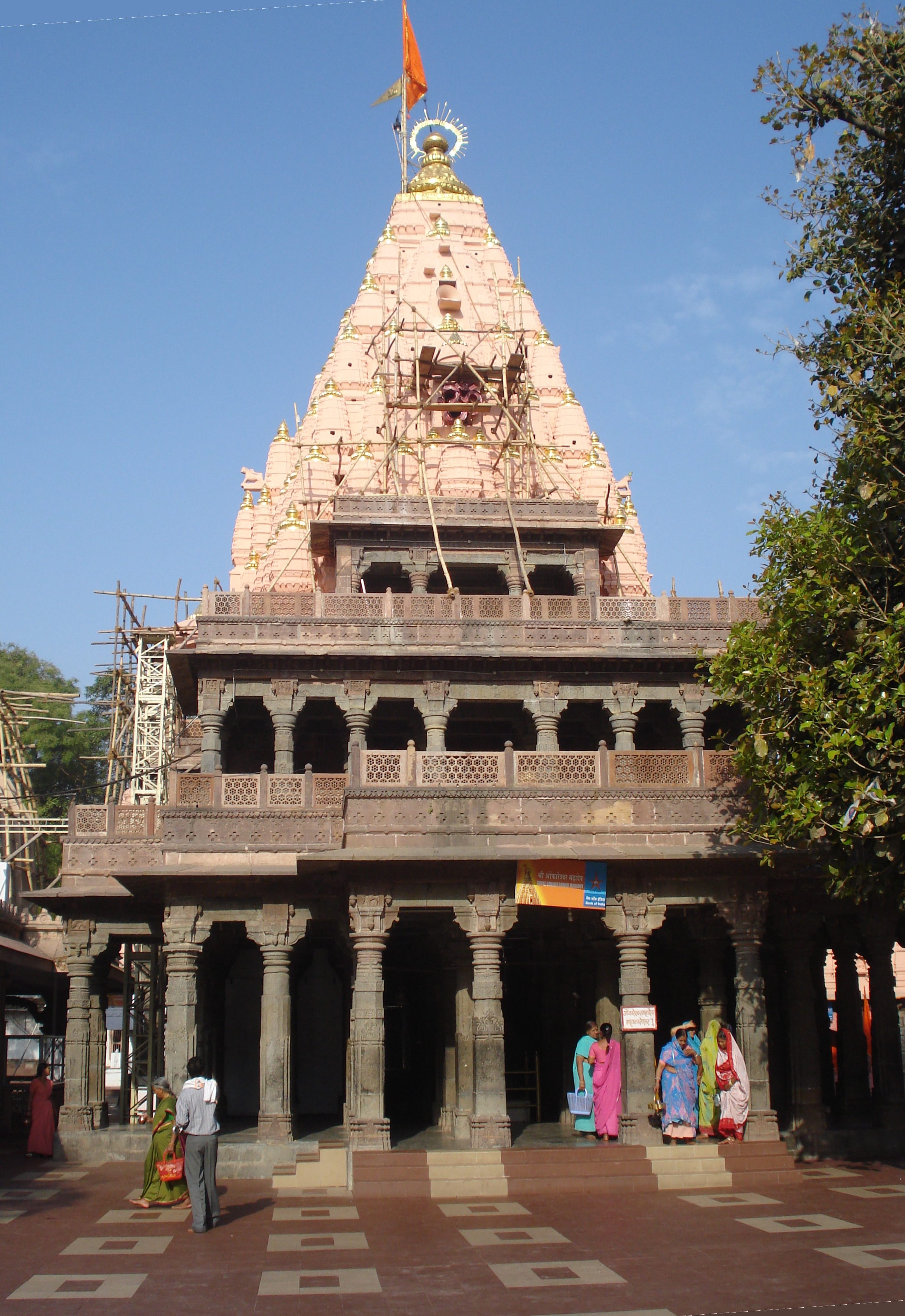

乌贾因位于印度首都德里以南776公里、中央邦首府博帕尔以西183公里 艾哈迈达巴德402公里、孟买西北655公里。

## 德瓦尔卡

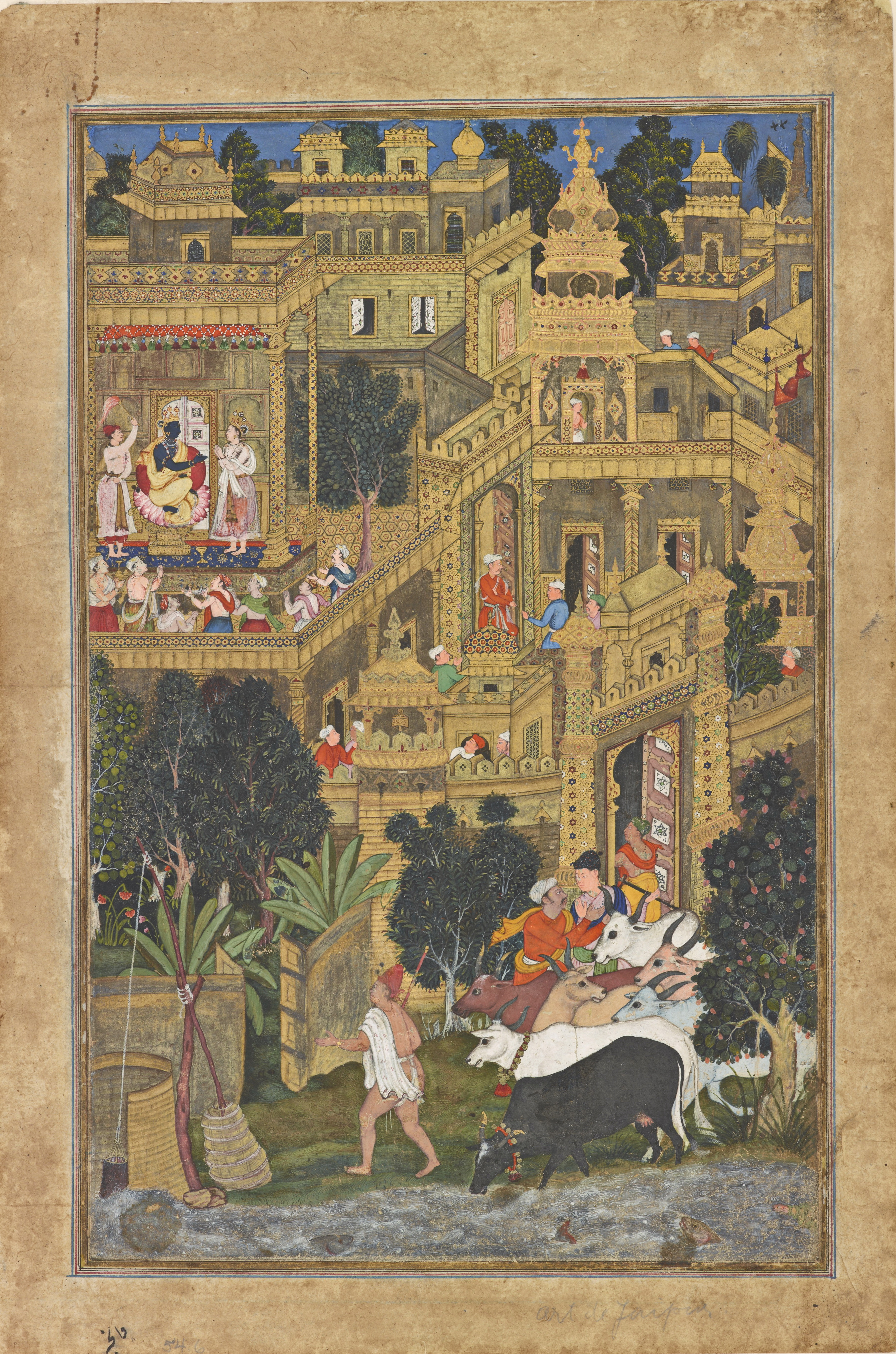